# Campeonato Europeo de Halterofilia de 1996
El LXXV Campeonato Europeo de Halterofilia se celebró en dos sedes: las competiciones masculinas en Stavanger (Noruega) entre el 6 y el 12 de abril y las femeninas en Praga (República Checa) entre el 30 de octubre y el 4 de noviembre de 1996, bajo la organización de la Federación Europea de Halterofilia (EWF), la Federación Noruega de Halterofilia y la Federación Checa de Halterofilia.

## Medallistas

### Masculino
| Evento  | Oro                                                     | Plata                                                  | Bronce                                                    |
| ------- | ------------------------------------------------------- | ------------------------------------------------------ | --------------------------------------------------------- |
| 54 kg   | Halil Mutlu Turquía 120,0 + 155,0 = 275,0               | Stefan Gueorguiev Bulgaria 115,0 + 140,0 = 255,0       | Traian Cihărean · Rumania · 115,0 + 135,0 = 250,0         |
| 59 kg   | Leonidas Sabanis · Grecia · 132,0 + 160,0 = 292,5       | Sevdalin Minchev Bulgaria 130,0 + 157,5 = 287,5        | Marius Cihărean · Rumania · 127,5 + 155,0 = 282,5         |
| 64 kg   | Valerios Leonidis · Grecia · 140,0 + 172,5 = 312,5      | Petar Petrov Bulgaria 142,5 + 162,5 = 305,0            | Ilian Iliev Bulgaria 137,5 + 167,5 = 305,0                |
| 70 kg   | Zlatan Vanev Bulgaria 152,5 + 185,0 = 337,5             | Plamen Zheliazkov Bulgaria 152,5 + 180,0 = 332,5       | Ergün Batmaz Turquía 152,5 + 175,0 = 327,5                |
| 76 kg   | Waldemar Kosiński · Polonia · 160,0 + 190,0 = 350,0     | Serguei Filimonov · Rusia · 160,0 + 190,0 = 350,0      | Víktor Mitru · Grecia · 150,0 + 195,0 = 345,0             |
| 83 kg   | Yuri Myshkovets · Rusia · 167,5 + 200,0 = 367,5         | Bidzina Mikiashvili Georgia 155,0 + 202,5 = 357,5      | Dursun Sevinç Turquía 160,0 + 195,0 = 355,0               |
| 91 kg   | Sunay Bulut Turquía 172,5 + 210,0 = 382,5               | Oliver Caruso · Alemania · 175,0 + 205,0= 380,0        | Plamen Bratoichev Bulgaria 170,0 + 202,5 = 372,5          |
| 99 kg   | Akakios Kakiasvilis · Grecia · 170,0 + 222,5 = 392,5    | Dmitri Smirnov · Rusia · 177,5 + 215,0 = 392,5         | Viacheslav Ivanovski Israel 175,0 + 202,5 = 377,5         |
| 108 kg  | Yevgueni Shishliannikov · Rusia · 185,0 + 220,0 = 405,0 | Nicu Vlad · Rumania · 187,5 + 215,0 = 402,5            | Vladimir Yemelianov · Bielorrusia · 185,0 + 215,0 = 400,0 |
| +108 kg | Leonid Taranenko · Bielorrusia · 182,5 + 232,5 = 415,0  | Alexei Krusevich · Bielorrusia · 172,5 + 235,0 = 407,5 | Axel Franz · Alemania · 177,5 + 227,5 = 405,0             |

1. 1 2 3  Arrancada (kg) + dos tiempos (kg) = total olímpico (kg).

### Femenino
| Evento | Oro                                              | Plata                                                | Bronce                                                |
| ------ | ------------------------------------------------ | ---------------------------------------------------- | ----------------------------------------------------- |
| 46 kg  | Donka Mincheva Bulgaria 67,5M+ 80,0 = 147,5      | Estefanía Juan Tello · España · 62,0 + 85,0 = 147,5  | Esma Can Turquía 62,5 + 77, = 140,0                   |
| 50 kg  | Izabela Rifatova Bulgaria 72,5 + 95,0 = 167,5    | Siika Stoeva Bulgaria 72,5+ 92,5 = 165,0             | Csilla Földi · Hungría · 67,5 + 85,0 = 152,5          |
| 54 kg  | Neslihan Demiröz Turquía 82,5 + 95,0 = 177,5     | Neli Yankova Bulgaria 77,5 + 90,0 = 167,5            | Ioanna Jatziioannu · Grecia · 70,0 + 95,0 = 165,0     |
| 59 kg  | Fatma Kabadayı Turquía 90,0 + 112,5 = 202,5      | María Jristoforidu · Grecia · 82,5 + 100,0 = 182,5   | Neslihan Demiröz Turquía 85,0 + 92,5 = 177,5          |
| 64 kg  | Guergana Kirilova Bulgaria 92,05 + 110,0 = 202,5 | Ioanna Jatziioannu · Grecia · 87,5 + 110,0 = 197,5   | Tatiana Tezikova · Rusia · 82,5 + 105,0 = 187,5       |
| 70 kg  | Şule Şahbaz Turquía 100,0 + 117,5 = 217,5        | Aysel Özgür Turquía 100,0 + 112,5 = 212,5            | Irina Kasimova · Rusia · 90,0 + 117,5 = 207,5         |
| 76 kg  | Mária Takács · Hungría · 97,5 + 117,5 = 215,5    | Derya Açıkgöz Turquía 92,5 + 120,0 = 212,5           | Panayota Antonopulu · Grecia · 90,0 + 117,5 = 207,5   |
| 83 kg  | Albina Jomich · Rusia · 107,5 + 125,0 = 232,5    | Monique Riesterer · Alemania · 110,0 + 125,0 = 225,0 | Karoliina Lundahl · Finlandia · 100,0 + 120,0 = 220,0 |
| +83 kg | Nurcihan Gönül Turquía 105,0 + 130,0 = 235,0     | Sylvie Iskin Francia 97,5+ 122,5 = 220,0             | Erika Takács · Hungría · 92,5 + 122,5 = 215,0         |

1. 1 2 3  Arrancada (kg) + dos tiempos (kg) = total olímpico (kg).

## Medallero
| Núm. | País        | Oro | Plata | Bronce | Total |
| ---- | ----------- | --- | ----- | ------ | ----- |
| 1    | Turquía     | 6   | 2     | 4      | 12    |
| 2    | Bulgaria    | 4   | 6     | 2      | 12    |
| 3    | Grecia      | 3   | 2     | 3      | 8     |
| 4    | Rusia       | 3   | 2     | 2      | 7     |
| 5    | Bielorrusia | 1   | 1     | 1      | 3     |
| 6    | Hungría     | 1   | 0     | 2      | 3     |
| 7    | Polonia     | 1   | 0     | 0      | 1     |
| 8    | Alemania    | 0   | 2     | 1      | 3     |
| 9    | Rumania     | 0   | 1     | 2      | 3     |
| 10   | Georgia     | 0   | 1     | 0      | 1     |
| 10   | España      | 0   | 1     | 0      | 1     |
| 10   | Francia     | 0   | 1     | 0      | 1     |
| 13   | Finlandia   | 0   | 0     | 1      | 1     |
| 13   | Israel      | 0   | 0     | 1      | 1     |
|      | TOTAL       | 19  | 19    | 19     | 57    |